# Brands.hu
A brands.hu Magyarország egyik első zártkörű vásárlói klubját Weiler Péter és Csetényi Szilvia alapították 2008 májusában. A zárt, csak meghívó küldéssel-, vagy igényléssel biztosított exkluzivitás hamar felkeltette a közönség figyelmét, a kedvezményes árakon kapható márkás divattermékek kínálata (2–4 naponta megújult választék, 30-80%-os kedvezmények) néhány éven belül megkövetelte a szabad regisztrációt. Első lépésként 2011 novemberében a már meglévő ügyfelek számára a Facebook klienssel is lehetővé tették a belépést, majd 2012. augusztus 31-én élesítették a teljes körű, meghívót nem igénylő szabad regisztrációt. 2015 őszén pedig regisztráció nélkül vált elérhetővé az oldal kínálata. 2017  szeptemberében új befektetőkkel bővült a tulajdonosok köre,  megváltozott a vezetőség, a háttérfolyamatok, és azonnal megkezdődtek a tárgyalások új márkákkal. Ezenkívül sok fejlesztést terveznek, melyeket 2018 tavaszán vezetnek be.

## Működése
A brands.hu máig megtartotta jellegét, és tovább bővítette a márkakínálatot. A legnagyobb változtatás az évek során az volt, hogy míg kezdetekkor meghívásos alapon lehetett vásárolni, mostanra már teljesen nyitottá vált.  Az akciós termékek mellett 2014. közepétől megkezdődött a teljes áras új kollekciók értékesítése is, hasonlóan a kedvezményes kínálathoz, kezdetben négy napos blokkokra bontva, később már akár egy hónapig elérhetően. Az online kínálatban így nem csupán a raktárkészletek gyors értékesítése vált lehetővé, de az új márkák/termékek költséghatékony és alacsony kockázattal járó bevezetése is. Gyakran visszatartják a vásárlók részére visszafizetendő összegeket.

## Testvéroldalak
A külföldi piacok felé is megtörtént a cég nyitása, Romániában és Szlovákiában 2012. április 5-én lépett színre Brandsclub néven. Forgalmazói kérések függvényében mind az akciós, mind a teljes áras kínálat közel megegyezik a brands hazai oldalán megtalálható kínálattal.
A citybrands.hu 2010 őszén indult el, az egyik első magyar kuponos oldalként, majd 2012-ben a klassz.hu minőségi piactér elindítása követte.
A brands.hu Kft. ügyvezetője 2015 februárjától Vaszily Miklós, az Origo korábbi vezérigazgatója. Az új vezető célja, hogy a brands.hu kibővült termékválasztékkal, és új szolgáltatásokkal növelje jelenlegi 1,2 milliós felhasználói táborát. Vaszily a brands.hu román és szlovák divíziójának is fontos szerepet szán.